# ドーラ・ブロンベルガー
ドーラ・ブロンベルガー（Dora Bromberger、1881年6月16日 - 1942年7月28日）は、ドイツの画家である。ユダヤ人で、1942年に現ベラルーシ、ミンクス近くのトロステネツ絶滅収容所で殺害された。

## 略歴
ドイツ北部のブレーメンで生まれた。父親のダーフィト・ブロンベルガー（David Bromberger: 1853-1930）は、作曲家、ピアニスト、音楽教師で、妹のヘンリエッテ・ブロンベルガー（Henriette (Henny) Bromberger: 1882–1942）はピアニスト、音楽教師になった。
1912年に美術学校に入学し、1915年からミュンヘンにハンス・ホフマンが設立した美術学校で学び、その後パリの美術学校でも学んだ。1923年にブレーメンに戻り、作品をブレーメン美術館などの展覧会で数回出展し、1927年にはベルリンの展覧会に出展し、1928年にはニュルンベルクの現代ドイツ美術展で展示された。 1928年に ブレーメンの女性芸術家・美術愛好家協会（Arbeitsgemeinschaft der Künstlerinnen und Kunstfreunde）の会員になった。主に表現主義のスタイルで風景や静物画を水彩や油彩で描いた。
ナチスが権力を掌握した1933年から、ユダヤ人に生まれたブロンベルガーは一家は1888年にプロテスタントに改宗していたが、様々な弾圧に耐えなければならなかった。ブレーメンの女性画家エルザベト・ノルテニウス（Elisabeth Noltenius: 1888-1964）と友人になり、彼女らからブロンベルガーは支援を受けた。兄弟の一人は1939年にキューバに移住した。第二次世界大戦が始まるとブロンベルガー姉妹は逮捕され、1941年に現ベラルーシのミンスクに移送され、1942年にマリー・トロスティネス絶滅収容所（Vernichtungslager Maly Trostinez）で殺害された。

## 作品

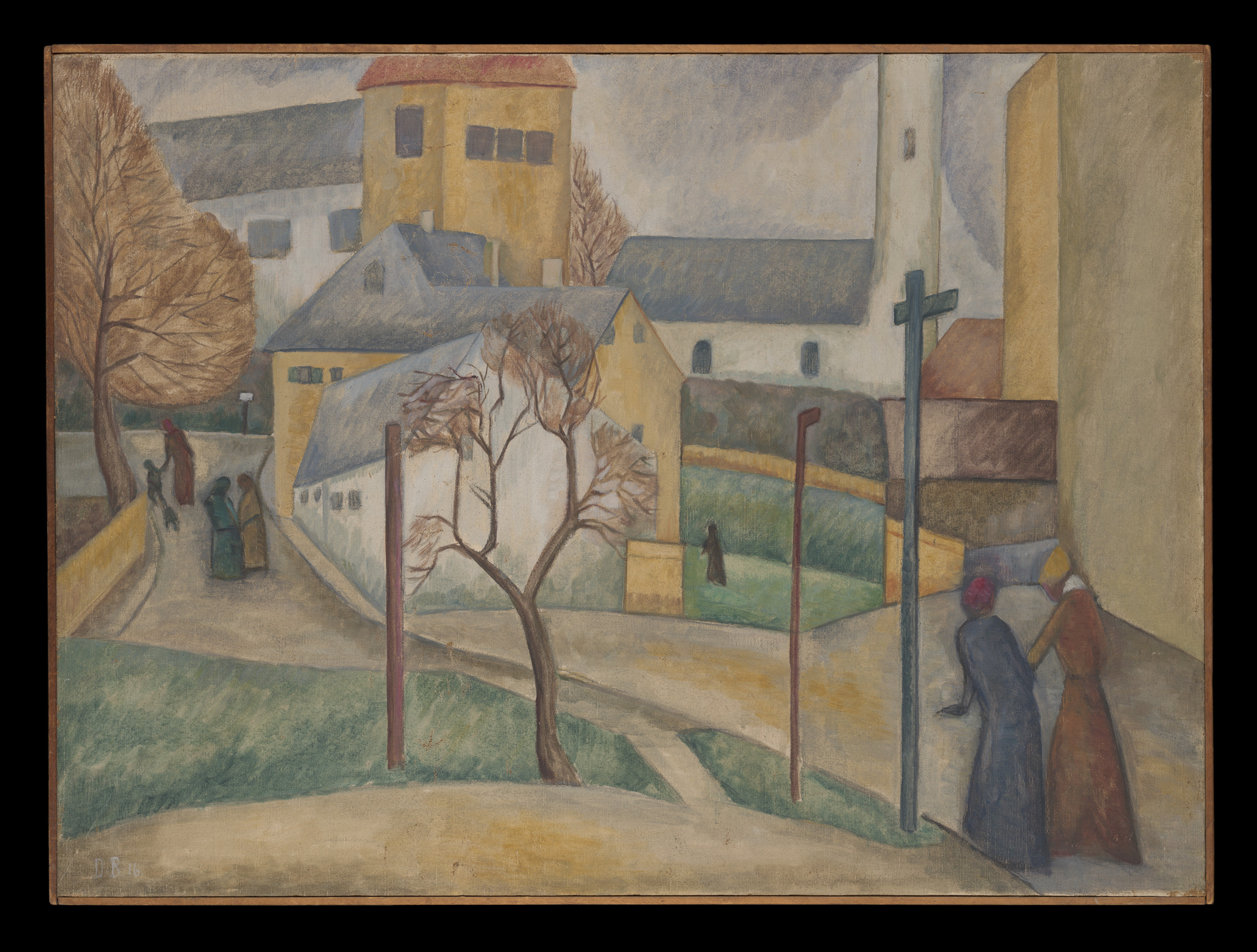
冬の村の通り (1914)
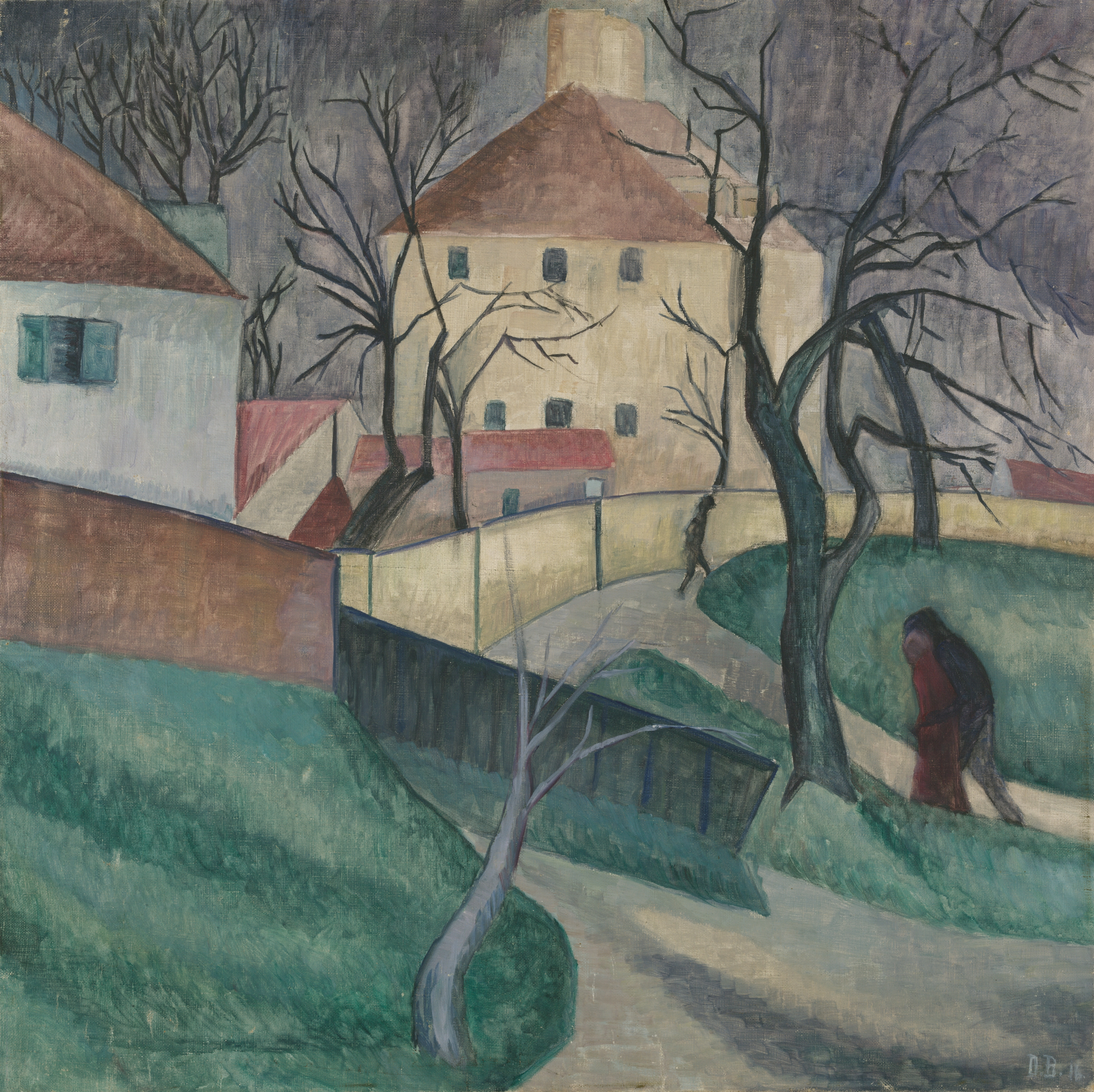
寒い秋の日 (1916)
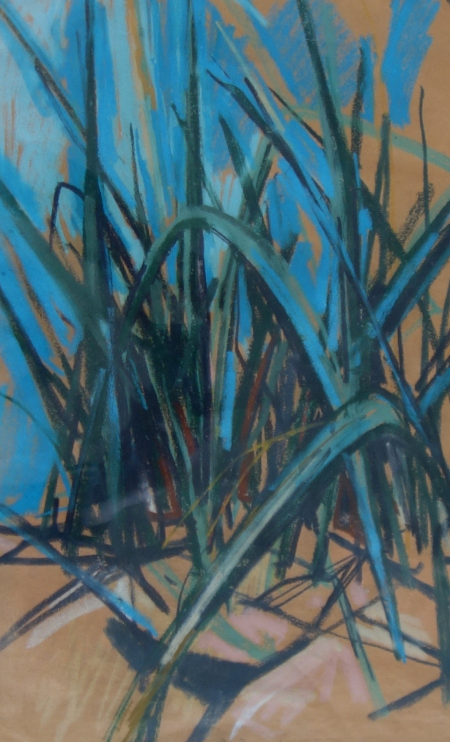
“Dünengras”(c.1920)